# تيري سكوت
تيري سكوت (بالإنجليزية: Terry Scott)‏ (و. 1927 – 1994 م) هو ممثل، وممثل هزلي، من المملكة المتحدة، ولد في واتفورد، توفي عن عمر يناهز 67 عاماً.

## وصلات خارجية
- تيري سكوت على موقع IMDb (الإنجليزية)
- تيري سكوت على موقع روتن توميتوز (الإنجليزية)
- تيري سكوت على موقع ألو سيني (الفرنسية)
- تيري سكوت على موقع ميوزك برينز (الإنجليزية)
- تيري سكوت على موقع أول موفي (الإنجليزية)
- تيري سكوت على موقع قاعدة بيانات الأفلام السويدية (السويدية)
- تيري سكوت على موقع إن إن دي بي (الإنجليزية)
- تيري سكوت على موقع قاعدة بيانات الفيلم (الإنجليزية)
- تيري سكوت على موقع كينوبويسك (الروسية)